# 프레젠트볼로쥐
프레젠트볼로쥐(Necromys amoenus)는 비단털쥐과에 속하는 남아메리카 설치류이다. 볼리비아와 페루 고지대 초원에서 발견된다.

## 특징
프레젠트볼로쥐는 작은 볼로쥐속 종으로 꼬리 길이 63~79mm를 제외한 몸길이가 95~103mm이다. 등과 상체 쪽은 누르스름한 갈색 털이 덮여 있으며 일부 검은색 털이 섞여 있다. 주둥이와 뺨, 몸 옆구리는 누르스름한 담황색을 띠며, 배 쪽은 희끄무레하다. 여러 부위 사이에 명확한 구분이 이루어지기도 하며 배 쪽은 상체 부위와 강한 대조가 된다. 수염이 짧고 둥근 귀와 잘 발달한 털을 갖고 있으며, 꼬리는 윗면이 거무스레한 갈색 또는 황토색-갈색을 띠고 아랫면은 희다. 앞 발은 윗면이 황토색-갈색 털로 덮여 있고, 발톱은 텁수룩한 털로 가려진다.

## 분포 및 서식지
프레젠트볼로쥐는 남아메리카 중서부 볼리비아 서부와 페루 남동부의 안데스 고원에서 발견된다. 해발 약 3,200~4,300m 사이의 알티플라노고원 초원 지대에서 서식한다. 아르헨티나 살타 주 안데스 산맥 동부 경사면에서 발견되기도 한다. 암반 노두 근처와 흩어져 있는 암석 사이에서 드문 드문 서식하는 풀, 특히 페루나래새(Jarava ichu)와 파라스트렙피아속 식물이 주로 자라는 지역에서 발견된다. 볼리비아의 폴리렙피스 삼림 지대와 경작지대에서 발견되며, 서식지 교란에도 어느 정도 내성을 가진 것을 보인다.

## 생태
프레젠트볼로쥐는 주행성 동물로 곤충을 주로 먹는 것으로 추정된다.